# Лотар Курбјувајт
Лотар Курбјувајт (6. новембар 1950) бивши је источнонемачки фудбалер и тренер. 

## Биографија
Курбјувајт је у каријери играо за клубове Стал Ризу (1965–1970) и Карл Цајс Јену (1970–1983).
За репрезентацију Источне Немачке је одиграо преко 66 утакмица и постигао 4 поготка. Као члан олимпијског тима Источне Немачке, освојио је бронзану медаљу на играма у Минхену 1972. и златну медаљу у Монтреалу 1976. године. Учествовао је на ФИФА Светском првенству 1974. године у Западној Немачкој.
Касније је почео тренирску каријеру и водио је неколико тимова, укључујући Карл Цајс Јену, Рот-Вајс Ерфурт и ВфБ Песнек. Курбјувеит је од 1996. до 1999. године био председник клуба Карл Цајс Јене.
Супруга Биргит Грим је бивша скакачица у даљ, имају сина Тобијаса који је професионални фудбалер.

## Успеси

### Клуб
Карл Цајс Јена
- Куп Источне Немачке: 1972, 1974, 1980.

### Репрезентација
Источна Немачка
- Олимпијске игре: бронзана медаља Минхен 1972.
- Олимпијске игре: златна медаља Монтреал 1976.